# Agrade
Agrade (llamada oficialmente San Vicente da Grade) es una parroquia española del municipio de Chantada, en la provincia de Lugo, Galicia.

## Otras denominaciones
La parroquia también es conocida por el nombre de San Vicente de Agrade.

## Organización territorial
La parroquia está formada por siete entidades de población, constando seis de ellas en el nomenclátor del Instituto Nacional de Estadística español:
- Abeleda
- A Cruz
- Quintá
- Quintela
- San Vicente
- Trasouteiro
- Viana

## Demografía
| Gráfica de evolución demográfica de Agrade entre 2000 y 2019 |
|                                                              |
| Datos según el nomenclátor publicado por el INE.             |